# 星星公主
《星星公主》（日语：なるたる）是日本漫畫家鬼頭莫宏的漫畫作品。「月刊Afternoon」（講談社）1998年5月號到2003年12月號期間進行連載。單行本全12卷。
星星公主名稱中有的意思。

## 故事概要
小學六年級生—玉依椎名在小學生涯最後一個暑假時，到祖父母所居住的小島上，在海中遇溺時得到星形的奇怪生物星丸幫忙。
星丸是能和少年少女的意識連接，發揮變幻自在的能力的小龍的一份子。一方面與其他「小龍」所有者（連接者）相遇，另一方面要捲入打算改變世界的連接者戰鬥。

## 人物介紹

### 主要人物
玉依椎名（聲優：真田麻美）
本作主人公，12岁，小学6年级学生。是个运动神经超强、活泼可爱的少女，和父亲俊二住在一起，擅長料理。因为暑假，来到住在小岛上的爷爷家，遇到了奇怪的星型生物：星丸。又名玉依秕。
佐倉明（聲優：能登麻美子）
中学二年级学生，14岁，对陌生人似乎有着恐惧症。因为不爱说话，在学校老是被人冷落。多次有自杀倾向。和椎名一样，有个奇怪的星型生物：安瑟分。
玉依俊二（聲優：飛田展男）
玉依椎名的父亲。原航空自卫队飞行员，俊二和椎名生活在一起。他曾经看见类似“龙之子”的军方秘密武器。
鶴丸丈夫（聲優：宮下榮治）
古賀典夫（聲優：赤石廣樹）
貝塚裕子（聲優：野川櫻）
椎名的同级生，童年好友，是个有点胆小怕事的女孩子。立志想要报考万朵学园高等部。似乎她和“龙之子”也有着关联。

### 黑色小孩會
須藤直角（聲優：田坂秀樹）
小森朋典（聲優：石田彰）
中学二年级学生，对于明和椎名怀有敌意。妄想操作谜之生物“龙之子”来控制人类，在威胁椎名时被星丸打败。处于生死之间的融合瘫痪状态。
小澤里美（聲優：田中かほり）
万朵学园高等部二年级学生，高傲自负，看不起别人，一副“女王”的作风。初次登场就和椎名发生冲突。她是和小森朋典等有关系的少数知道“龙之子”秘密的人物之一。
高野文吾（聲優：菅沼久義）
前短跑运动员。和小澤里美从小一直是好友。也是少数知道“龙之子（龙之子为在天上袭击椎名父亲的那个类似天使的生物）”秘密的人物之一。会自己制造小口径手枪。有一个名为川村的同校后辈喜欢他。
涅見子（聲優：雪野五月）
谜之少女。出生及一切皆不明。并非那个乘坐在巨大的谜之生物上面的少女。

### 其他
玉依美園（聲優：茉雪千鶴）
椎名的母亲，现在别居中。理化学研究所研究员，是军方秘密研究--“龙之子”未知现象的研究负责人。对待椎名极度冷淡，给人感觉不像是母亲。

## 出版書籍
| 集數 | 講談社         | 講談社                 | 東立出版社     | 東立出版社         |
| 集數 | 發售日期       | ISBN                   | 發售日期       | ISBN               |
| ---- | -------------- | ---------------------- | -------------- | ------------------ |
| 1    | 1998年8月19日  | ISBN 978-4-06-314186-3 | 1999年10月20日 | ISBN 957-34-8349-1 |
| 2    | 1999年1月20日  | ISBN 978-4-06-314197-9 | 2000年12月13日 | ISBN 957-34-8350-5 |
| 3    | 1999年7月19日  | ISBN 978-4-06-314217-4 | 2001年8月3日   | ISBN 957-73-1888-6 |
| 4    | 2000年1月19日  | ISBN 978-4-06-314229-7 | 2001年10月22日 | ISBN 957-73-1889-4 |
| 5    | 2000年5月18日  | ISBN 978-4-06-314242-6 | 2002年1月15日  | ISBN 957-69-9763-1 |
| 6    | 2000年11月20日 | ISBN 978-4-06-314254-9 | 2003年2月27日  | ISBN 957-69-9764-X |
| 7    | 2001年6月20日  | ISBN 978-4-06-314266-2 | 2004年10月19日 | ISBN 986-11-2000-9 |
| 8    | 2002年1月21日  | ISBN 978-4-06-314283-9 | 2004年12月13日 | ISBN 986-11-2170-6 |
| 9    | 2002年7月19日  | ISBN 978-4-06-314301-0 | 2004年12月22日 | ISBN 986-11-4378-5 |
| 10   | 2003年2月19日  | ISBN 978-4-06-314315-7 | 2005年7月12日  | ISBN 986-11-4379-3 |
| 11   | 2003年7月17日  | ISBN 978-4-06-314321-8 | 2005年9月8日   | ISBN 986-11-4781-0 |
| 12   | 2003年12月22日 | ISBN 978-4-06-314335-5 | 2006年5月23日  | ISBN 986-11-4782-9 |

| 集數 | 講談社        | 講談社                 |
| 集數 | 發售日期      | ISBN                   |
| ---- | ------------- | ---------------------- |
| 1    | 2017年6月23日 | ISBN 978-4-06-393223-2 |
| 2    | 2017年6月23日 | ISBN 978-4-06-393224-9 |
| 3    | 2017年7月21日 | ISBN 978-4-06-393233-1 |
| 4    | 2017年7月21日 | ISBN 978-4-06-393234-8 |
| 5    | 2017年8月23日 | ISBN 978-4-06-393253-9 |
| 6    | 2017年8月23日 | ISBN 978-4-06-393254-6 |
| 7    | 2017年9月22日 | ISBN 978-4-06-393268-3 |
| 8    | 2017年9月22日 | ISBN 978-4-06-393269-0 |

### 話數列表
- 第1卷
  - 第1話 星星的形狀
  - 第2話 虛空的公主
  - 第3話 剃刀的去向
  - 第4話 禍源在光之內
  - 第5話 黑色1號
- 第2卷
  - 第6話 刀尖相向的地方
  - 第7話 血祭的柱子
  - 第8話 夢魔之夜
  - 第9話 聚會之一‧黑色的孩子聚會
  - 第10話 聚會之二‧臨時軍用氣球研究會議
  - 第11話 残暑
  - 第12話 1/365的憂鬱
  - 第13話 天使的遊戲
- 第3卷
  - 第14話 影子是少年的步幅
  - 第15話 叫聲的份量
  - 第16話 混沌的居民
  - 第17話 關於小森朋典與他的家庭
  - 第18話 他說的話是真的
  - 第19話 宮子、奔馳
  - 第20話 首次出現的使者
- 第4卷
  - 第21話 給戰爭者花香、而給死者…
  - 第22話 政變並未成功
  - 第23話 傾向惡魔人

- 第5卷
  - 第24話 沒有腳掌的洋娃娃
  - 第25話 失物的補償
  - 第26話 冰冷的玄關
  - 第27話 魚的生命，人的性命
  - 第28話 現在，能夠為你做的事
- 第6卷
  - 第29話 我的眼是被害者的眼 我的手是加害者的手
- 第7卷
  - 第30話 用花包覆 她的心靈
  - 第31話 一切都是空談
  - 第32話 古賀典夫的閨房
  - 第33話 那個價值
  - 第34話 春
  - 第35話 事前不斷警告的事件
  - 第36話 虛假的花園
  - 第37話 穩重的同席者
  - 第38話 杯子滿了
- 第8卷
  - 第39話 逐漸枯萎的遺恨
  - 第40話 火神車
  - 第41話 有限力量
  - 第42話 羊
  - 第43話 各自的狀況
  - 第44話 離家出走的二人

- 第9卷
  - 第45話 俄國的媽媽
  - 第46話 日本的小孩
  - 第47話 墜落的夢
  - 第48話 黑白
- 第10卷
  - 第49話 週末的開始
  - 第50話 殘蝕之光
- 第11卷
  - 第51話 裝在袋中回家
  - 第52話 我的身體就是一座小島
  - 第53話 在地底長眠的夏天
  - 第54話 訶責
  - 第55話 尋找的人、被找的人
  - 第56話 人們回歸的地方
  - 第57話 終於到來的那天
  - 第58話 兩人展開漫長之旅之前、兩人展開短暫之旅之前
  - 第59話 被星星蠱惑的孩子
  - 第60話 在天空飛翔的東西們
  - 第61話 兩個人一起飛
- 第12卷
  - 第62話 夏之冬
  - 第63話 13年的死亡
  - 第64話 爸爸
  - 第65話 那個溫柔地呼喚我的聲音
  - 第66話 人事已盡
  - 最終話 殘骸之星 珠玉之子

## 電視動畫
電視動畫於2003年7月在KIDS STATION播放，並於次年1月在TBS電視台播放。

### 製作團隊
- 原作 - 鬼頭莫宏
- 監督 - 飯野利明
- 系列構成 - 小中千昭
- 人物設計、總作畫監督 - 太田雅彦
- 龍骸、機械設計 - 橋本敬史
- 美術監督 - 伊藤聖
- 色彩設定 - 岩澤れい子
- 攝影監督 - 土田榮司
- 離線編輯 - 後藤正浩
- 音響監督 - 中川達人
- 音樂 - 上田益
- 製作人 - 笹木理加、尾川匠、山田聰、服部尚、寺田英美
- 監製製作人 - 早川均
- 動畫製作人 - 長谷川康雄、児だま智士
- 製作協力 - 九魔工作室
- 動畫製作 - PLANET
- 製作 - 星星公主製作委員會（kencorp、KIDS STATION、Step影像、C-TBS、ISM）

### 主題曲
- 片頭曲

作詞・作曲 - 三木茂 / 編曲 - THE NEUTRAL、中村修司 / 歌 - THE NEUTRAL
- 片尾曲

作詞 - 青木千春 / 作曲 - 安岡洋一郎 / 編曲 - biniou＆杉内麗音 / 歌 - biniou

### 各話列表
| 話數 | 日文標題 | 中文標題                                | 腳本     | 分鏡         | 演出       | 作畫監督 | 播放日        |
| ---- | -------- | --------------------------------------- | -------- | ------------ | ---------- | -------- | ------------- |
| 1    |          | 那就是星星的樣子                        | 小中千昭 | 誌村宏明     | 近橋伸隆   | 牛島勇二 | 2003年 7月7日 |
| 2    |          | 禍源在光之內                            | 小中千昭 | 石踊宏       | 石踊宏     | 藤田正幸 | 7月14日       |
| 3    |          | 黑色1號                                 | 小中千昭 | 成神五郎     | 石倉賢一   | 柴田志郎 | 7月21日       |
| 4    |          | 影子是少年的步伐                        | 吉村元希 | 淺野洋太     | 齊藤由廣   | 小川弘理 | 7月28日       |
| 5    |          | 天使的遊戲                              | 吉村元希 | 熊谷雅晃     | 熊谷雅晃   | 大木賢一 | 8月4日        |
| 6    |          | 他說的話是真的                          | 正木尋   | 古川政美     | 古川政美   | 藤田正幸 | 8月11日       |
| 7    |          | 給戰爭者花香、而給死者…                 | 正木尋   | 遠藤克巳     | 大関雅幸   | 柴田志郎 | 8月18日       |
| 8    |          | 不要閉上雙眼                            | 前川淳   | 箕ノ口克巳   | 宮田亮     | 荒尾英幸 | 8月25日       |
| 9    |          | 魚的生命、人的性命                      | 前川淳   | 中島祐介     | 大宅光子   | 島田英明 | 9月1日        |
| 10   |          | 現在，能夠為你做的事                    | 吉村元希 | 板垣伸       | 熊谷雅晃   | 大木賢一 | 9月8日        |
| 11   |          | 看不見的地平線                          | 吉村元希 | 古川政美     | 古川政美   | 藤田正幸 | 9月15日       |
| 12   |          | 我的眼是被害者的眼、 我的手是加害者的手 | 小中千昭 | 遠藤克巳     | 山内東生雄 | 松岡英明 | 9月22日       |
| 13   |          | 未來的孩子贈與我們的                    | 小中千昭 | 五月女浩一朗 | 宮田亮     | 荒尾英幸 | 9月29日       |

## 外部連結
- 動畫版官網（日語）
- パズルピースは紛失中（作者的網頁）（日語）